# Eleições europeias de 2024 (Estónia)
As eleições europeias de 2024 na Estónia serão realizadas a 9 de junho e servirão para eleger os 7 deputados nacionais para o Parlamento Europeu durante as eleições europeias.

## Representação parlamentar 2019-2024
A tabela mostra os deputados de acordo com a última informação do Parlamento Europeu:
| Partido Nacional | Partido Nacional            | Deputados | Grupo parlamentar | Grupo parlamentar                                 |
| ---------------- | --------------------------- | --------- | ----------------- | ------------------------------------------------- |
|                  | Partido Reformista Estónio  | 3 / 7     |                   | Renovar a Europa                                  |
|                  | Partido Social-Democrata    | 2 / 7     |                   | Aliança Progressista dos Socialistas e Democratas |
|                  | Partido do Centro Estónio   | 1 / 7     |                   | Renovar a Europa                                  |
|                  | Partido Popular Conservador | 1 / 7     |                   | Identidade e Democracia                           |
|                  | Isamaa                      | 1 / 7     |                   | Grupo do Partido Popular Europeu                  |

| Grupo parlamentar | Grupo parlamentar                                 | Deputados |
| ----------------- | ------------------------------------------------- | --------- |
|                   | Renovar a Europa                                  | 3 / 7     |
|                   | Aliança Progressista dos Socialistas e Democratas | 2 / 7     |
|                   | Identidade e Democracia                           | 1 / 7     |
|                   | Grupo do Partido Popular Europeu                  | 1 / 7     |

## Resultados Oficiais
| Partido                 | Partido                     | Votos   | %               | +/-   | Deputados | +/-     |
| ----------------------- | --------------------------- | ------- | --------------- | ----- | --------- | ------- |
|                         | Isamaa                      | 79 170  | 21,51 / 100,00  | 11,22 | 2 / 7     | 1       |
|                         | Partido Social-Democrata    | 71 171  | 19,33 / 100,00  | 3,97  | 2 / 7     | Estável |
|                         | Partido Reformista          | 66 017  | 17,93 / 100,00  | 8,31  | 1 / 7     | 1       |
|                         | Partido Popular Conservador | 54 712  | 14,86 / 100,00  | 2,13  | 1 / 7     | Estável |
|                         | Partido do Centro           | 45 767  | 12,43 / 100,00  | 1,96  | 1 / 7     | Estável |
|                         | Parempoolsed                | 25 189  | 6,84 / 100,00   | Novo  | 0 / 7     | Novo    |
|                         | Juntos                      | 11 507  | 3,13 / 100,00   | Novo  | 0 / 7     | Novo    |
|                         | Estónia 2000                | 9 584   | 2,60 / 100,00   | 0,62  | 0 / 7     | Estável |
|                         | Outros                      | 5 008   | 1,36 / 100,00   |       | 0 / 7     |         |
| Votos Inválidos         | Votos Inválidos             | 950     | 0,26 / 100,00   | 0,04  |           |         |
| Total                   | Total                       | 369 075 | 100,00 / 100,00 |       | 7 / 7     | 1       |
| Eleitorado/Participação | Eleitorado/Participação     | 980 014 | 37,66 / 100,00  | 0,07  |           |         |
| Fonte                   | Fonte                       | [ 3 ]   | [ 3 ]           | [ 3 ] | [ 3 ]     | [ 3 ]   |

## Representação parlamentar (2024-2029)

### Partidos nacionais
| Partido | Partido                         | Deputados | Grupo parlamentar | Grupo parlamentar                                 |
| ------- | ------------------------------- | --------- | ----------------- | ------------------------------------------------- |
|         | Isamaa                          | 2 / 7     |                   | Grupo do Partido Popular Europeu                  |
|         | Partido Social-Democrata        | 2 / 7     |                   | Aliança Progressista dos Socialistas e Democratas |
|         | Partido Reformista              | 1 / 7     |                   | Renovar a Europa                                  |
|         | Partido Popular Conservador (a) | 1 / 7     |                   | Reformistas e Conservadores Europeus              |
|         | Partido do Centro               | 1 / 7     |                   | Renovar a Europa                                  |

(a) O deputado eleito rompeu com o partido após as eleições

### Grupos parlamentares
| Grupo parlamentar | Grupo parlamentar                                 | Deputados |
| ----------------- | ------------------------------------------------- | --------- |
|                   | Grupo do Partido Popular Europeu                  | 2 / 7     |
|                   | Aliança Progressista dos Socialistas e Democratas | 2 / 7     |
|                   | Renovar a Europa                                  | 2 / 7     |
|                   | Reformistas e Conservadores Europeus              | 1 / 7     |